# Znak (biologie)

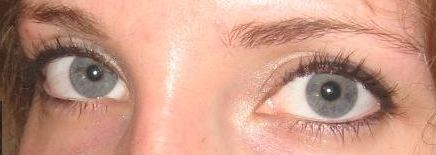
Šedivé oči

Pod pojmem znak se v biologii obvykle myslí fenotypický znak, tedy jakákoliv pozorovatelná vlastnost organizmu, ať už se jedná o orgán či chování. Soubor všech znaků se nazývá fenotyp a je odlišný od genotypu (tedy souboru všech genů) podle míry genové exprese.
Znaky můžeme dělit podle:
- typu projevování na kvantitativní (počet prstů) a kvalitativní (zbarvení kůže)
- příčiny vzniku na adaptivní (vytvořené cílenou mutací) a neadaptivní
- působícího selekčního tlaku jako např. pohlavní znaky
- fylogenetické historie vzniku na primární nebo sekundární, případně můžeme porovnávat staré a mladé znaky (podle doby mutace)

Pokud existují alespoň dvě formy stejného druhu (dvě možnosti, jak se genofond může projevit na fenotypu), druh je polymorfní.